# Kościół św. Anny w Gibach
Kościół św. Anny w Gibach – pierwotnie molenna bezpopowców wzniesiona w 1912 w miejscowości Pogorzelec. Wieżę dobudowano w 1930. W latach 1913–1941 obiekt służył jako dom modlitwy staroobrzędowców. W czasie II wojny światowej uszkodzony; po wojnie odbudowany. Od 1982 po przeniesieniu na obecne miejsce i dostosowaniu do funkcji sakralnych pełni funkcję rzymskokatolickiego kościoła parafialnego.

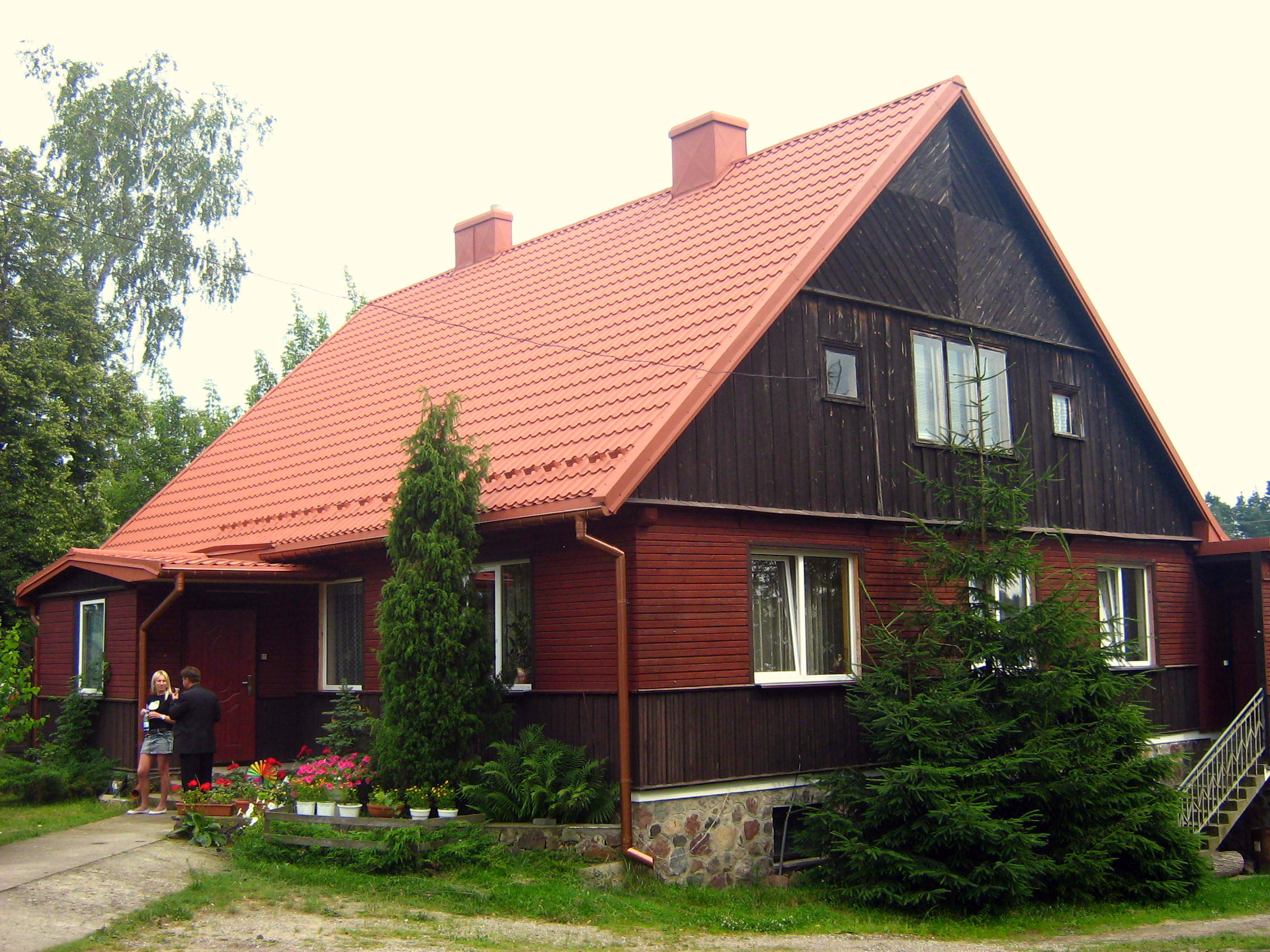
Plebania
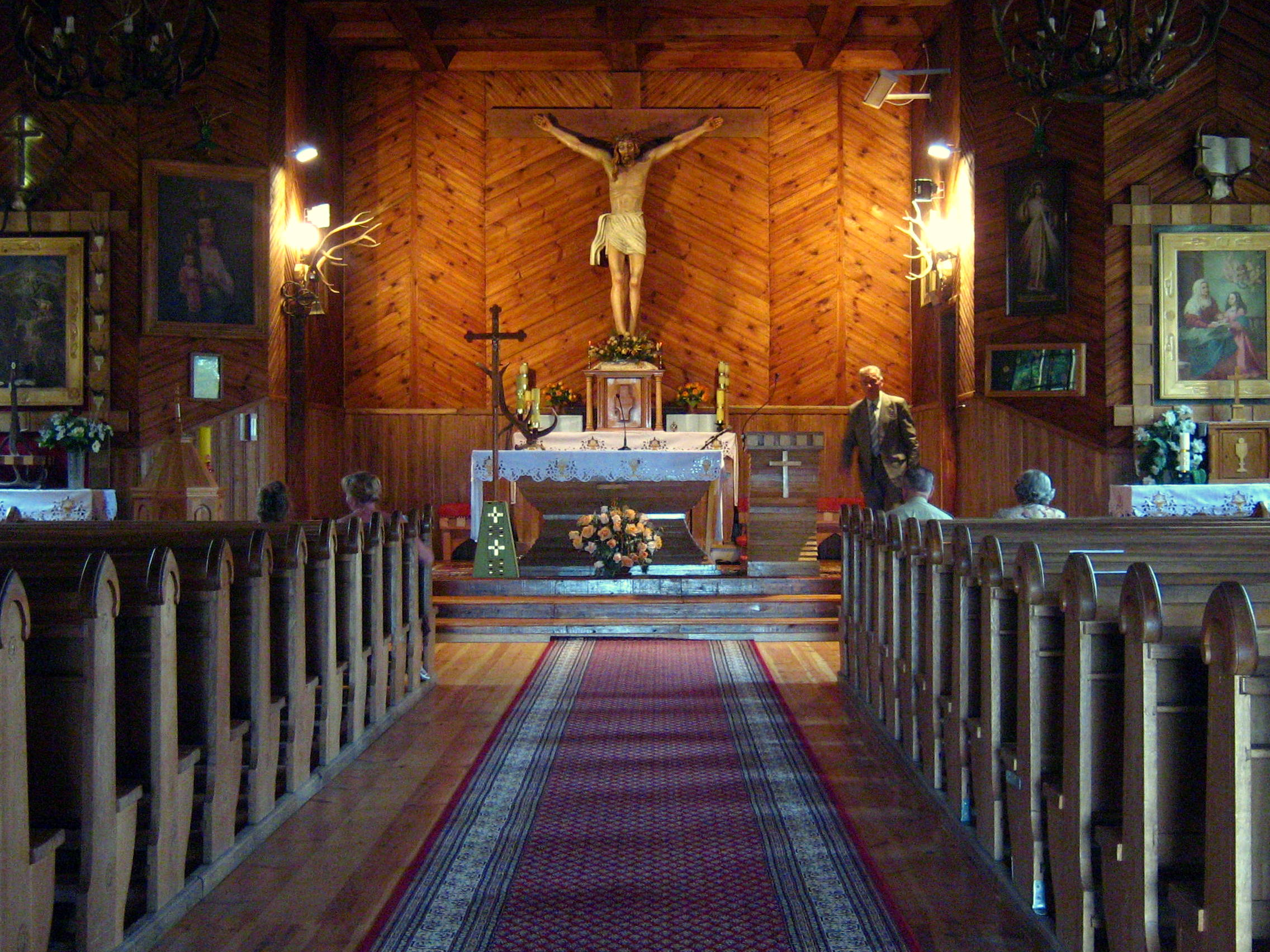
Wnętrze kościoła
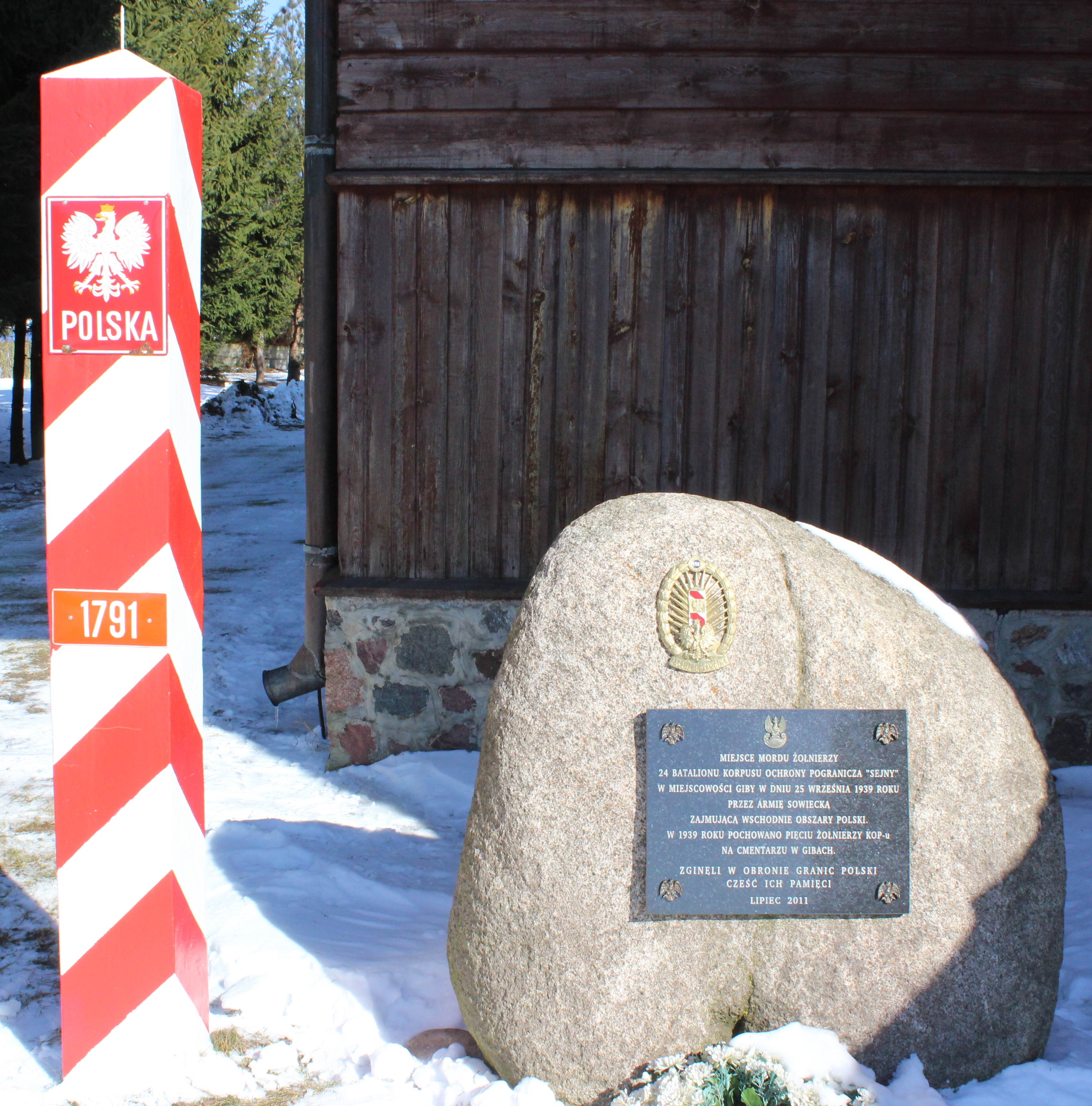
Głaz upamiętniający żołnierzy zamordowanych w 1939
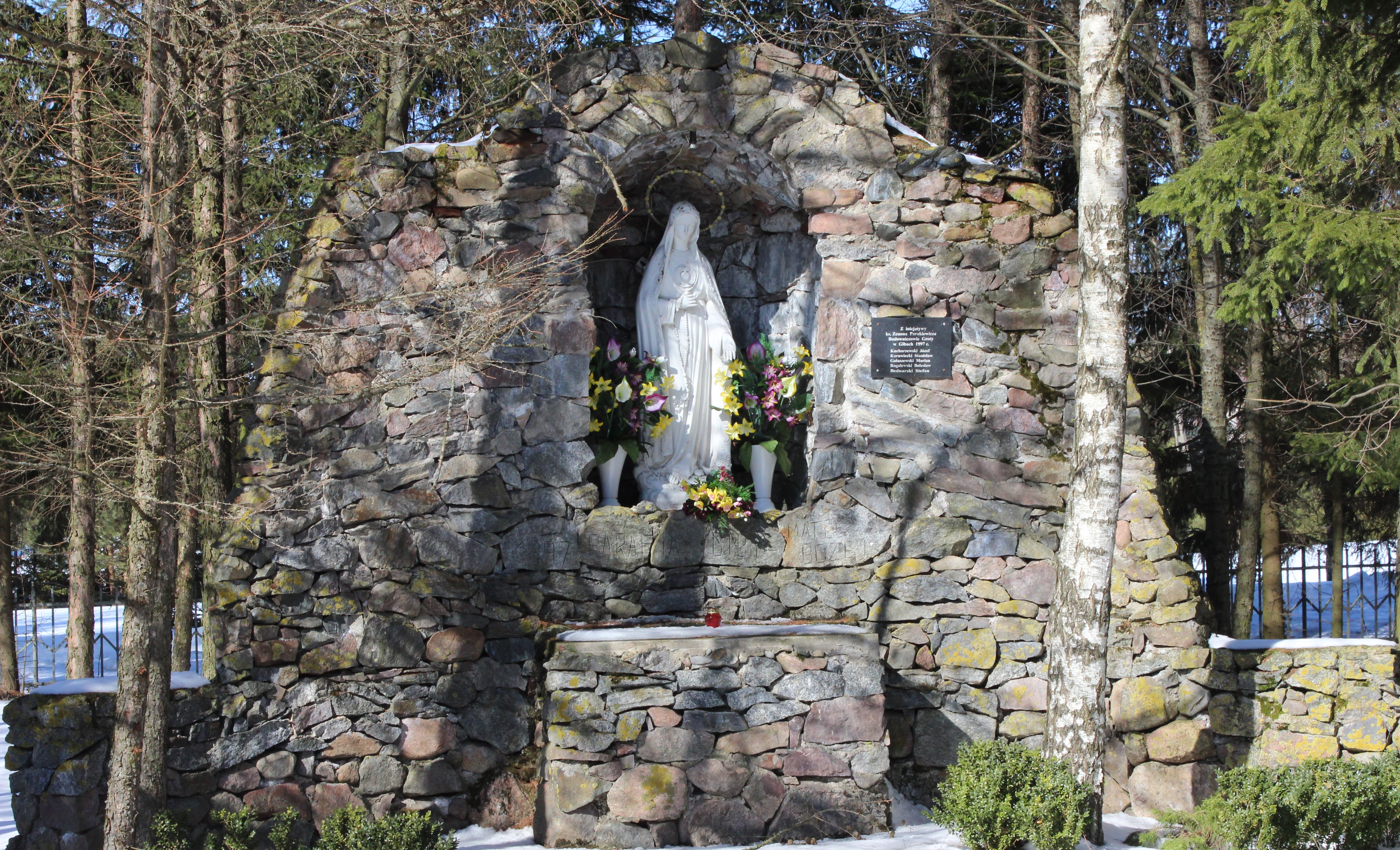
Grota Matki Bożej